# Z12 Erich Giese
Lo Z12 Erich Giese fu un cacciatorpediniere della Kriegsmarine tedesca, dodicesima unità della classe Zerstörer 1934 ed entrato in servizio nel dicembre 1938.
Attiva durante la seconda guerra mondiale, l'unità operò nel Mare del Nord per poi prendere parte, nell'aprile 1940, alla campagna di Norvegia, finendo infine affondata dal fuoco di unità britanniche il 13 aprile 1940 durante la seconda battaglia navale di Narvik.

## Storia
Impostata a Kiel il 3 maggio 1935 nei cantieri della Germaniawerft, l'unità fu varata il 12 marzo 1937 con il nome di Z12 Erich Giese in onore del Kapitänleutnant Erich Giese, ufficiale della Kaiserliche Marine ucciso in combattimento contro i britannici il 5 giugno 1917 in un'azione al largo di Ostenda durante la prima guerra mondiale; la nave entrò poi in servizio il 4 marzo 1939 agli ordini del Korvettenkapitän Karl Smidt.
In forza alla 6ª Flottiglia cacciatorpediniere, allo scoppio della seconda guerra mondiale nel settembre 1939 il Giese fu impegnato nella posa dei campi minati difensivi nel Mare del Nord nelle operazioni tra il Kattegat e lo Skagerrak per ispezionare i mercantili appartenenti a nazioni neutrali e impedire il contrabbando di merci a favore degli Alleati; il 21 novembre invece il Giese e altri due cacciatorpediniere scortarono nel primo tratto del loro viaggio le navi da battaglia Scharnhorst e Gneisenau dirette a compiere un'incursione nell'Atlantico settentrionale.
Nella notte tra il 6 e il 7 dicembre 1939, il Giese partecipò alla sua prima missione di minamento offensivo al largo delle coste orientali dell'Inghilterra insieme al cacciatorpediniere Z10 Hans Lody (lo Z11 Bernd von Arnim, pure parte della formazione, dovette rientrare prematuramente alla base per noie ai motori); dopo aver collocato uno sbarramento minato al largo di Cromer, i due cacciatorpediniere tedeschi incapparono nei pari tipo britannici HMS Juno e HMS Jersey: nello scontro che ne seguì il Giese riuscì a piazzare un siluro ai danni del Jersey, poi rimorchiato in porto non senza difficoltà, e le due unità tedesche si allontanarono poi senza aver subito danni. Sulle mine depositate dai due cacciatorpediniere andarono perduti, nei giorni seguenti, due mercantili britannici.
Ai primi di aprile 1940 il Giese fu destinato all'operazione Weserübung, l'invasione tedesca di Norvegia e Danimarca: unitamente a una flottiglia di altri nove cacciatorpediniere, l'unità avrebbe dovuto trasportare un contingente di truppe da montagna del Gebirgsjägerregiment 139 fino allo strategico porto di Narvik nel nord della Norvegia. Nel corso del suo viaggio attraverso il Mare del Nord, la formazione tedesca incontrò un forte maltempo e il Giese rimase separato dal grosso, arrivando a destinazione quando ormai le difese norvegesi erano state sopraffatte e il porto catturato dai reparti imbarcati. Quasi a secco di carburante, il Giese fu dislocato nel Herjangsfjord (il ramo settentrionale del fiordo di Narvik) in attesa di potersi rifornire dalle attese petroliere petroliere in viaggio per Narvik con il carburante necessario per il viaggio di ritorno; una delle due unità, tuttavia, fu intercettata dai norvegesi prima che potesse arrivare e questo contrattempo ritardò la partenza consentendo alla Royal Navy britannica di reagire: la mattina del 10 aprile una formazione di cinque cacciatorpediniere britannici penetrò nell'Ofotfjord e attaccò il porto di Narvik affondando due cacciatorpediniere tedeschi, per poi fuggire inseguita dalle restanti unità della Kriegsmarine. Il Giese tentò l'inseguimento dei cacciatorpediniere nemici, ma ancora non rifornito di carburante dovette ben presto desistere dall'impresa.
Il 13 aprile seguente i britannici ritornarono nel fiordo di Narvik con forze ben maggiori (la nave da battaglia HMS Warspite e nove cacciatorpediniere): il Giese ingaggiò in combattimento i cacciatorpediniere britannici che stavano approcciando il porto di Narvik, colpendo con vari proiettili da 127 mm il cacciatorpediniere HMS Punjabi e obbligandolo a ritirarsi danneggiato con morti e feriti a bordo. Poco dopo, il cacciatorpediniere tedesco fu raggiunto da numerosi colpi d'artiglieria sparati a corta distanza dal cacciatorpediniere HMS Bedouin, appoggiato a distanza dalla Warspite: gravemente danneggiato e in fiamme, il relitto del Giese fu abbandonato dall'equipaggio e affondò poi più tardi quella notte.